# Educação cerebral
Educação cerebral é a soma de Psicologia e Educação Física.
O diferencial em relação à neuroeducação, neuróbica, ginástica cerebral, neurociência aplicada à educação, entre outros ... é que na educação cerebral a utilização da tecnologia de avaliação/monitoramento/registro psiconeurofisiológico é "obrigatório".
Se falamos em educar o cérebro e para saber as mudanças que ocorrem no cérebro, será somente através de tecnologias psiconeurofisiológicos, como a variabilidade da frequência cardíaca (R-R).